# Diocèse de Lérida
Le diocèse de Lérida (en latin : Diœcesis Ilerdensis ; en espagnol : Diócesis de Lérida ; en catalan : Bisbat de Lleida) est un diocèse de l'Église catholique en Espagne suffragant de l'archidiocèse de Tarragone.

## Territoire

Carte des diocèses d'Espagne avec le diocèse de Lérida en rouge

Le diocèse se situe dans une partie de la province de Lérida avec partiellement les comarques de Segrià, Noguera, Pla d'Urgell, Alta Ribagorça, Pallars Jussà, Garrigues, le reste de ces comarques fait partie du diocèse d'Urgell sauf Garrigues qui est dans l'archidiocèse de Tarragone. Le diocèse de Lérida est suffragant de l'archidiocèse de Tarragone avec l'évêché à Lérida où se trouve la cathédrale de l'Assomption de Notre-Dame couramment appelée Catedral Nueva, son territoire couvre une superficie de 2887 km2 avec 126 paroisses regroupées en 5 archidiaconés : Baix Segre, Baix Urgell-les Garrigues, Périphérie de Lérida, Segrià-la Noguera-la Ribagorça, Seu Vella de Lleida.

## Histoire
Les restes d'une nécropole paléochrétienne découverte à Lérida en 1927 et une basilique de la fin du IVe siècle certifient l'existence d'une ancienne Église chrétienne dans la Valle del Segre basée sur un diocèse primitif (Ilerdensis). San Isidore de Séville mentionne Petrus flerdensis, un évêque de la fin du Ve siècle et l'un des créateurs du rite mozarabe. En se basant sur les conciles de Tolède et les provinciales de la Tarraconaise, une liste historique de prélats ilerdensais fut établie.
Avant la Reconquista, l'évêché s'éteint alors que naît le nouveau diocèse à Roda de Isábena (diocèse de Roda), ses prélats sont considérés comme successeurs des anciens évêques ilerdensais et quand Lérida rejoint les royaumes chrétiens en 1149, Guillermo Pere de Ravidats, évêque de Roda, rétabli le siège à Lérida.
En 1173, se tient à Lérida un concile provincial dirigé par le cardinal Jacinto qui deviendra le pape Célestin III. Il jette les bases de l'ancienne cathédrale consacrée en 1278 par Guillermo de Moncada. En 1371 le collège de l'assomption est rattaché à l'Université de Lérida, premier antécédent d'un séminaire en Espagne. Dans le même but, l'évêque Depuig érige celui de la Concepción en 1557. Au cours de cette période, s'illustre Alfonso de Borja, chanoine et chancelier de l'université (1423) qui devient le pape Calixte III et le cardinal Antonio Cerdán (1449-1459) appelé le prince de théologiens par Jules II.

## Source
- (es) Cet article est partiellement ou en totalité issu de l’article de Wikipédia en espagnol intitulé « Diócesis de Lérida » (voir la liste des auteurs).